# یواس‌اس اردانوکس (دی‌دی-۶۱۷)
یواس‌اس اردانوکس (دی‌دی-۶۱۷) (به انگلیسی: USS Ordronaux (DD-617)) یک کشتی بود که طول آن ۳۴۸ فوت (۱۰۶ متر) بود. این کشتی در سال ۱۹۴۲ ساخته شد.